# Kish (Irak)

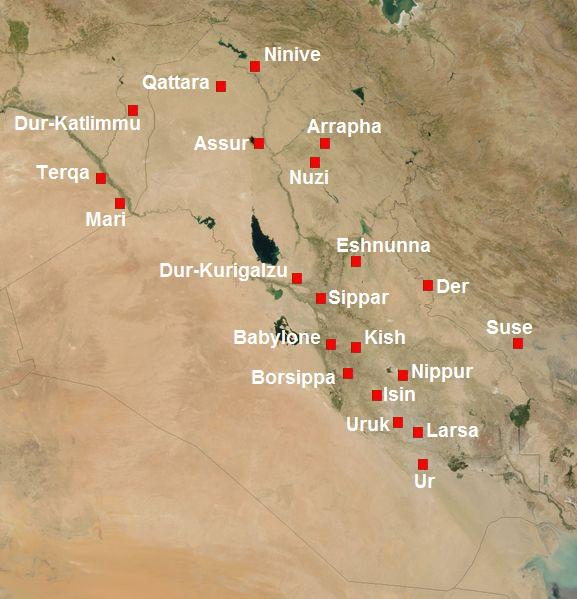
Ligging van Kish in Sumerië

Kiš (Vaak in Engelse transcriptie Kish, soms in Nederlandse transcriptie ook:  Kisj, tegenwoordig Tell El Uhaimir, was een belangrijke stad in Sumer.
Kiš was een plaats circa 16 km ten noordoosten van Babylon en 100 km ten zuiden van Bagdad gelegen. Het was een zeer oude Sumerische stad die in 2600 v.Chr. tot politiek centrum uitgroeide. Onder de dynastie van Mesilim kreeg het door verovering de hegemonie over vele kleinere steden. Deze dynastie werd ten val gebracht door Lugalzaggisi van Uruk. Kish werd omstreeks 2200 v.Chr. definitief veroverd door Sargon de Grote en speelde daarna nooit meer een politieke rol. 

## Archeologie
Van 1912 tot 1914 leidde de Franse archeoloog Henri de Genouillac een expeditie naar deze stad maar de Eerste Wereldoorlog maakte een voortijdig einde aan zijn werk. In 1923 zette een Anglo-Amerikaanse groep onder Stephen Langdon het werk voort en voerde er gedurende tien seizoenen opgravingen uit die een aantal monumentale gebouwen, ziggoerats en een groot aantal tabletten opleverde. Kish leverde ook een koninklijk paleis op, het enige in Sumer naast dat van Eridu en Mari.
Kish was een bijzonder oude stad. Net als de namen van een aantal andere belangrijke steden van het oude Sumer zoals Ur, Eridu, Lagasj, Nippur en Isin heeft de naam Kiš geen bevredigende Sumerische etymologie. De stichters van deze plaats spraken daarom waarschijnlijk de pre-Sumerische taal die met proto-Eufratisch wordt aangeduid. Men ziet in hen wel de dragers van de Ubaidcultuur.

### Tell Uhaimir
Deze westelijke heuvel kan als het eigenlijke Kish gezien worden en bevatte een heiligdom voor de oorlogsgod Zababa. Maar Kiš was een soort tweelingstad, een kenmerk dat de stad deelt met Uruk en mogelijk ook Ur. Naast een heiligdom voor een mannelijke god was er ook een oostelijk heiligdom voor een godin, in wat nu Tell Ingharra genoemd wordt.

### Tell Ingharra
De vindplaats van Kiš omvat een vrij groot aantal (ca. 40) nederzettingsheuvels. Een daarvan is Tell Ingharra. Deze oostelijke nederzetting bevatte een groot tempelcomplex gewijd aan de godin Ninhursag en heette Ḫursagkalama. Tussen 1927 en 1930 zijn daar een aantal schachten gegraven waaruit bleek dat er onophoudelijk bewoning geweest was in het hele 3e millennium v.Chr. In 2015 publiceerde Federico Zaina een koolstofdatering op basis van een benen els die destijds in de fase 2 van de YWN-schacht gevonden was. Deze fase bevat voornamelijk vondsten uit de Vroeg-dynastieke ED IIIb-periode. Het resultaat was een ruwe datering van 3905±27 jaar voor heden, die na terugijking met dendrochronologische gegevens een bereik van 2471-2299 v.Chr. oplevert. 

## De oude hoofdstad

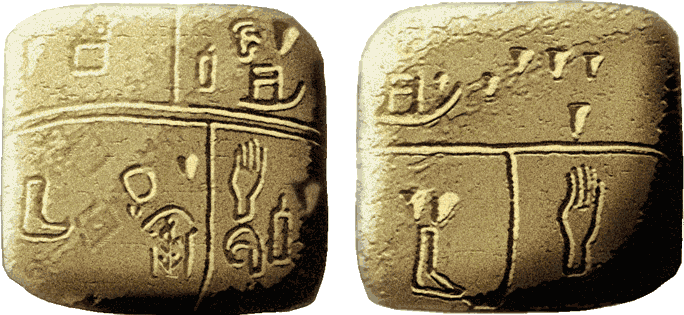
Twee kalkstenen tabletten uit Kiš

In de koningslijsten van Sumer wordt de Eerste dynastie van Kiš de eerste van na de zondvloed genoemd. Deze dynastie is ook de eerste waar we enig historisch bewijs hebben. Daarmee is Kiš de hoofdstad van Sumer van de vroegste historische tijd van ca 2900 tot 2600 v.Chr, de Vroeg-dynastieke Periode. Op de koningslijsten afgaand was het mogelijk niet de eerste hoofdstad. Steden als Eridu, Badtibira en Šuruppak worden genoemd als de zetel van het koningschap van voor de zondvloed en opgravingen in Eridu laten zien dat deze stad inderdaad al zeer vroeg in de prehistorische tijd een belangrijk centrum geweest moet zijn.
De vorsten van Kish dragen deels Semitische, deels Sumerische namen en sommigen dragen namen van onbekende herkomst. De stad Kish lag in het nauwe stuk land waar de beide rivieren vlak bij elkaar komen en dat later Akkad zou heten. Rond 3000 verschoof de bedding van de Eufraat en sindsdien was de locatie erg strategisch. Voordien lag de plek onder water getuige een kleilaag die er afgezet werd. De streek heeft waarschijnlijk van meet af aan maar ten dele een Sumerisch karakter gehad. Hoewel de Sumerische cultuur er wel lange tijd de boventoon zou voeren lag het eigenlijke Sumer wat verder stroomafwaarts.
De meeste koningen van Kiš I zijn slechts namen op een lijst voor ons, behalve de mythische Etana, die ten hemel opgenomen werd en later als een godheid vereerd werd. Historische gegevens van hem zijn er niet echt. Van de tweeëntwintigste vorst Enmebaraggesi is echter een inscriptie gevonden op een albasten vaas in het Iraakse museum. Er is ook een gedicht bekend uit de veel latere tijd van Išbi-Erra van Isin dat de geschiedenis van de aan de godin Ninlil gewijde Tummal-wijk van Nippur beschrijft. Het gedicht verhaalt hoe de wijk vijf keer tot een puinhoop verviel en weer opgebouwd werd. De eerste strofe is lange tijd onbekend gebleven maar is later uit verschillende fragmenten weer bijeengebracht en luidt:
Enmebaraggesi, de koning
bouwde in deze stad (d.w.z. Nippur) zelf het huis van Enlil
Agga, de zoon van Enmebarragesi
maakte de Tummal voornaam
Daarmee zijn de laatste twee vorsten van de dynastie duidelijk historisch en moet de hele dynastie gezien worden als een periode waarin Kiš de rol vervulde van de belangrijkste stad van Sumer. Kiš was de stad waarvan de koning, de lugal door de vorsten (ensi's) van de andere steden althans in naam als koning van het hele land erkend werd. In de verdere geschiedenis van Sumer is de eenheid van het land vaak ver te zoeken, maar de titel koning van Kiš zou lang zijn faam als koning van heel Sumer behouden, ook al werd volgens de koningslijsten Kish geslagen en het koningschap afgevoerd.
Agga was waarschijnlijk een tijdgenoot van zowel Gilgamesj van Uruk en Mesannepadda van Ur en werd eerder door de laatste beroofd van het koningschap van heel Sumer dan door Gilgamesj, ondanks wat het dichtwerk Gilgamesj en Agga ervan zegt. Mesannepadda eiste zelfs de titel koning van Kish op om daarmee zijn aanspraken op de opperheerschappij over heel Sumer kracht bij te zetten. De rivalen van Uruk noemden zich liever lugalkalamna (koning van het land).

## Opnieuw hoofdstad?
De strijd om de oppermacht tussen Kish, Uruk en Ur heeft het land waarschijnlijk danig verzwakt maar onze kennis van het vervolg is erg gebrekkig. De koningslijsten vermelden na de Eerste dynastie van Ur dat het koningschap naar Awan werd weggevoerd en dit was een Elamitische stad. Dit duidt waarschijnlijk op een tijd van vreemde overheersing.
Daarna is er sprake van een Tweede Dynastie van Kish maar daar zijn tot dusver geen bewijzen van gevonden. Ook van latere dynastieën van Kish, zoals de derde van koningin Kubaba en de vierde van haar zoon Puzur-Sin weten we alleen wat uit de koningslijsten. Wel is duidelijk dat Kish zeker niet de enige pretendent voor de opperheerschappij was en lang niet altijd de daadwerkelijke hoofdstad was.
Rond 2500 is er sprake van een koning Mesilim van Kiš die weer een aanzienlijke positie in Sumer moet hebben gehad omdat hij vrede opleggen kon aan de aartsrivalen Umma en Lagasj. Er zijn zowel in Adab als in Lagaš inscripties met zijn naam gevonden. Na hem werd Kish opnieuw verslagen zowel door Ensjakusjanna van Uruk en door Lugalannemundu van Adab. Korte tijd eiste Eannatum van Lagaš het koningschap van Kish en daarmee van het hele land op. Kish wist zich weer te herstellen en was onder de vele steden die Lagasj bij herhaling aanvielen. De laatste koning Ur-Zubaba van Kish werd waarschijnlijk door Lugalzaggesi van Umma die ook Lagasj ingenomen had, van de troon gestoten. Umma werd daarop korte tijd hoofdstad.

## Het einde
Een van de hovelingen van Ur-Zubaba, Sargon wist echter de rollen om te keren en het land te herenigen. Daarmee werd echter een nieuwe stad, Akkad, de hoofdstad, en niet Kish. De Semitische Sargon noemde zich liever šar kiššatim (koning van het heelal) dan lugal van Kish en trachtte een streep zetten onder de oude gewoonten die maar in eeuwige strijd tussen de steden van het land resulteerden. Agade kreeg een tempel voor de godin Isjtar (die gaandeweg de Sumerische godin Inanna verving) en voor de oorlogsgod Zababa die eerder in Kish vereerd werd.
De bijzondere rol van Kish was daarmee uitgespeeld, hoewel de stad wel betrokken was bij een opstand van de Sumerische steden tegen Naram-Sin, een van de latere Akkadische koningen. De precieze toedracht is moeilijk te achterhalen omdat er later veel om politieke redenen op dit thema is voortgeborduurd. De latere koningen van de Derde dynastie van Ur (Ur III) hechtten eerder belang aan de religieuze hoofdstad Nippur dan aan Kish. In de late tijd van Isin en Larsa was de stad opnieuw een min of meer onafhankelijk vorstendom, maar de positie als hoofdstad zou niet meer terugkeren.
In de 19e eeuw v.Chr. ontstond er niet ver van Kish een nieuw machtscentrum: Babylon dat de stad zou overvleugelen. Mogelijk zijn ook veranderingen in de loop van de Eufraat (rond 2000) waardoor Kish niet langer een strategische ligging aan de rivier had, medeverantwoordelijk voor het tanen van de stad.
Lange tijd is Kish nog wel een van de steden van Sumer en Akkad en later van Babylonië geweest.
In de rituelen rond Marduk die in Babylon het nieuwjaar inluidden arriveerden er goden(-beelden) uit andere steden, waaronder uit Kish. Sennacherib versloeg er Marduk-apil-iddina in 703 v.Chr. en bij opgravingen zijn overblijfselen uit de Parthische en de Sassanidische tijd gevonden. Hoe de stad uiteindelijk verlaten werd is niet bekend.